# Anna Hoja
Anna Hoja (Iserlohn, 25 de marzo de 1992) es una jugadora de voleibol y voleibol de playa alemana.

## Carrera

### Carrera en voleibol de salón
Hoja proviene de una familia deportista. Su madre Ina (de soltera Dittrich) jugó para VC Schwerte en la liga de voleibol y su padre Ralf Hoja fue jugador profesional de hockey sobre hielo. Hoja también comenzó su carrera en Schwerte. Después de que club descendiera de la segunda división, se fue al VC Essen-Borbeck. En 2007, la internacional junior, que participó en la Copa del Mundo de Tailandia, a la USC Münster, donde asistió a un internado deportivo y jugó inicialmente en el segundo equipo del club de la Bundesliga. De 2011 a 2014, la atacante exterior jugó en el Bayer 04 Leverkusen. Después de eso, Hoja se mudó al club de la Bundesliga VT Aurubis Hamburg. Tras la temporada 2014/15, la natural de Iserlohn volvió al Leverkusen. Allí llevó al equipo de Bayer como capitana al Campeonato del Norte. En los años que siguieron, Hoja también jugó en Renania, y terminó su carrera de voleibol en 2021 después de otro campeonato de segunda división.

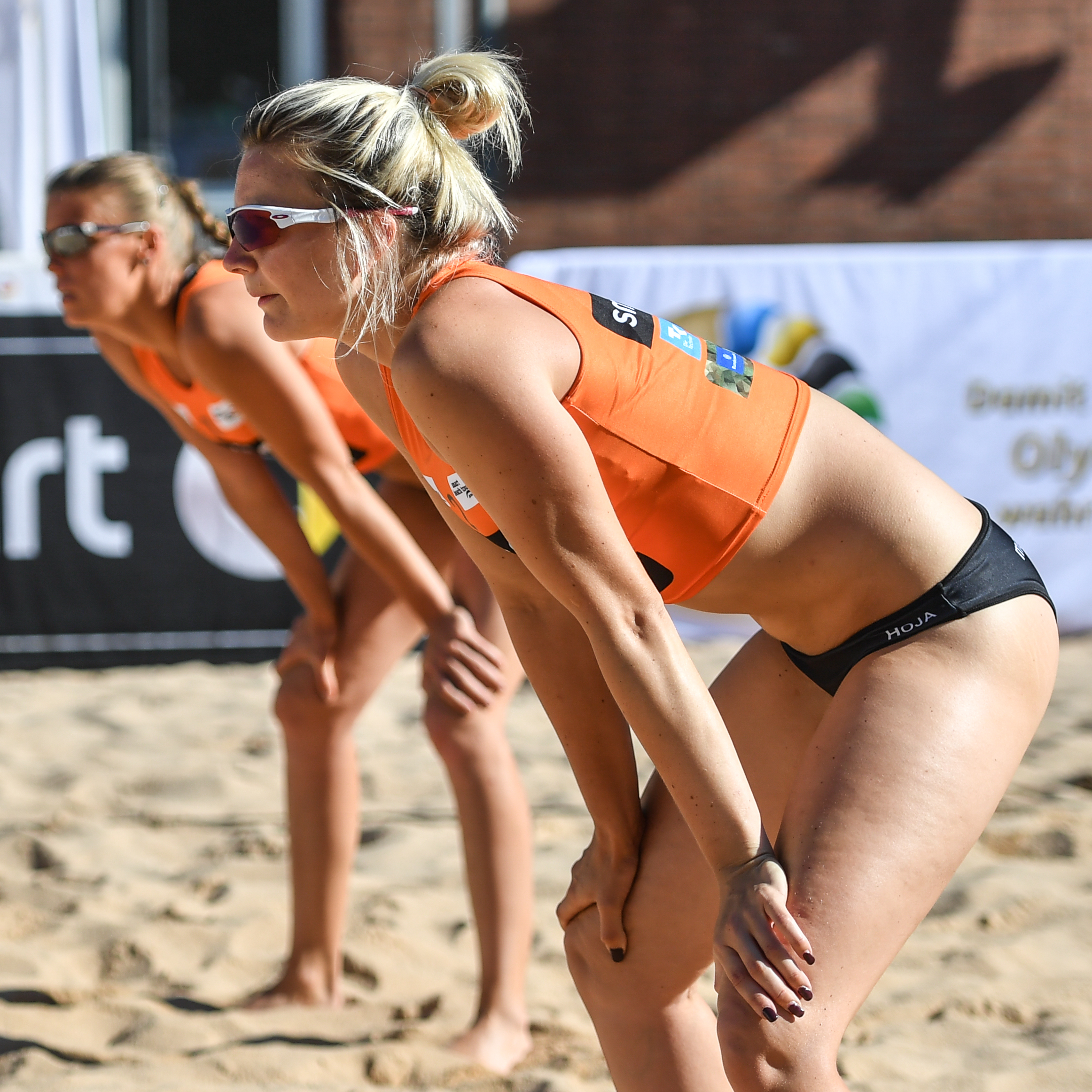
Hoja (en primer plano) durante el Smart Beach Tour en 2017.

### Carrera en voleibol de playa
Hoja también ha estado jugando voleibol de playa desde 2012, inicialmente principalmente en torneos nacionales de nivel medio con socios cambiantes. En 2017 se mudó con Stefanie Hüttermann a DJK TuSA 06 Düsseldorf. y comenzó con ella principalmente en el Smart Beach Tour. En el Campeonato Alemán 2017 en Timmendorfer Strand, Hoja/Hüttermann obtuvo el puesto 13. En los años siguientes, solo obtuvieron resultados entre los diez primeros en el Techniker Beach Tour y se clasificaron para los campeonatos alemanes en 2018, 2019 y 2020.